# Borgsted
 For alternative betydninger, se Borgsted (flertydig). (Se også artikler, som begynder med Borgsted)
Borgsted er en bebyggelse og et voldsted ved "Marie Grubbes Vej", umiddelbart vest for Fanefjordens udmunding i Grønsund, på Møn. Landsbyen ligger i Vordingborg Kommune og tilhører Region Sjælland. 
Navnet skyldes en flad, oval høj, som under 1. verdenskrig blev omdannet til militæranlæg. Under besættelsen var der opstillet tyske luftværnskanoner. Beliggenheden gør det muligt (sammen med Borreknold på Falster) at kontrollere sejladsen ind i Grønsund samt selve Fanefjord.
Muligvis er der tale om borgen Nyhus, hvorfra fyrst Vitslav i 1289 forsvarede sig mod den norske flåde og Marsk Stig.